# Николсон, Боб
Боб Николсон (англ. Bob Nicholson; 27 мая 1953, Ванкувер) — канадский хоккейный функционер. 

## Биография
Родился в 1953 году в Ванкувере. Детство и юность Боба прошли в Пентиктоне (Британская Колумбия). Окончил Колледж Провиденс. В начале 70-х выступал за местные хоккейные команды, но дальше этого карьера Николсона-хоккеиста не зашла.
C 1998 по 2014 год Николсон занимал пост президента Федерации хоккея Канады. За это время мужская и женская сборные страны суммарно выиграли 7  золотых медалей Олимпийских игр и 15 наград высшей пробы на чемпионатах мира. На этой должности его сменил Том Ренни 31 мая 2014 года. С сентября 2012 года Боб Николсон является одним из вице-президентов ИИХФ.
В настоящий момент занимает должность главного исполнительного директора и заместителя председателя группы компаний Oilers Entertainment Group и ХК «Эдмонтон».
В ноябре 2017 года появилась информация, что Николсон — главный претендент на пост главы Международной хоккейной федерации после ухода с должности Рене Фазеля в 2020 году.

## Личная жизнь
Проживает в Эдмонтоне с супругой, писательницей Лорной Шульц.